# Dariusz Wolski

Dariusz Wolski, 2022

Dariusz Adam Wolski (* 7. Mai 1956 in Warschau, Polen) ist ein polnischer Kameramann, der seit 1979 in den USA arbeitet.

## Werdegang
Wolski studierte an der renommierten Filmschule Łódź und wanderte 1979 in die USA aus. Er begann seine Karriere als Kameramann für Musikvideos. Hier kam er bereits in Kontakt mit Regisseuren wie Alex Proyas und David Fincher. Zusammen mit Proyas drehte er später auch die Filme The Crow – Die Krähe und Dark City, die durch ihre düstere Atmosphäre geprägt sind. Bei dem Film Coyote Ugly war Wolski als Regisseur (2nd unit) tätig. 2021 wurde er für seine Arbeit an Neues aus der Welt für den Oscar nominiert.

## Filmografie (Auswahl)
- 1994: The Crow – Die Krähe (The Crow)
- 1995: Crimson Tide – In tiefster Gefahr (Crimson Tide)
- 1996: The Fan
- 1998: Dark City
- 1998: Ein perfekter Mord (A Perfect Murder)
- 2000: Coyote Ugly
- 2001: The Mexican
- 2002: Bad Company – Die Welt ist in guten Händen (Bad Company)
- 2003: Fluch der Karibik (Pirates of the Caribbean: The Curse of the Black Pearl)
- 2005: Hide and Seek – Du kannst dich nicht verstecken (Hide and Seek)
- 2006: Pirates of the Caribbean – Fluch der Karibik 2 (Pirates of the Caribbean: Dead Man’s Chest)
- 2007: Pirates of the Caribbean – Am Ende der Welt (Pirates of the Caribbean: At World’s End)
- 2007: Sweeney Todd – Der teuflische Barbier aus der Fleet Street (Sweeney Todd: The Demon Barber of Fleet Street)
- 2008: Eagle Eye – Außer Kontrolle (Eagle Eye)
- 2010: Alice im Wunderland (Alice in Wonderland)
- 2011: Pirates of the Caribbean – Fremde Gezeiten (Pirates of the Caribbean: On Stranger Tides)
- 2012: The Rum Diary
- 2012: Prometheus – Dunkle Zeichen (Prometheus)
- 2013: The Counselor
- 2014: Exodus: Götter und Könige (Exodus: Gods and Kings)
- 2015: Der Marsianer – Rettet Mark Watney (The Martian)
- 2015: The Walk
- 2017: Alien: Covenant
- 2017: War Machine
- 2017: Alles Geld der Welt (All the Money in the World)
- 2018: Sicario 2 (Sicario: Day of the Soldado)
- 2020: Neues aus der Welt (News of the World)
- 2021: The Last Duel
- 2021: House of Gucci
- 2023: Napoleon
- 2024: To the Moon (Fly Me to the Moon)
- 2024: Modi

## Musikvideos (Auswahl)
- 1988: This note’s for you, Neil Young
- 1988: First Time, Robin Beck
- 1988: Eternal Flame, The Bangles
- 1989: Licence to kill, Gladys Knight
- 1989: Janie’s got a gun, Aerosmith
- 2000: Stan, Eminem feat. Dido